# Rattlesnake
|  | Aquest article tracta sobre la localitat a Florida. Si cerqueu l'ofidi, vegeu «serp de cascavell». |

Rattlesnake és una antiga comunitat no incorporada i un veïnat al districte South Tampa de Tampa, Florida. No hi ha límits oficials per a Rattlesnake. Zillow.com la defineix com limitada al nord per Gandy Boulevard, a l'est per les vies del South Florida Railroad a l'est de Lois Avenue, al sud per Tyson Avenue i les vies del ferrocarril que hi corren paral·leles, i a l'oest per Old Tampa Bay.
Rattlesnake es troba a la latitud 27.889 nord i la longitud 82.524 oest. L'elevació és de 90 cm sobre el nivell del mar. La renda mediana del barri és de 37.948 dòlars, que està per sobre de la mitjana de la ciutat. La distribució per edats de la població és del 22,2% menors de 20 anys, del 43,5% entre 20 i 39 anys, del 23,3% entre 40 i 59 anys i de l'11% majors de 60 anys.
Rattlesnake fou fundada a la dècada del 1930 quan George K. End d'Arcadia hi instal·là una fàbrica de conserves de carn de serp de cascavell (que s'anunciava com a "l'única fàbrica de conserves de serps de cascavell del món") a la intersecció de Gandy Boulevard i Bridge Street. La comunitat va arribar a tenir una oficina de correus, una botiga de queviures, una benzinera i un restaurant, així com una atracció de fossa de serps per als visitants. End va morir més tard després de ser mossegat per una de les seves pròpies serps de cascavell. A la dècada del 1950 la zona fou annexada a la ciutat de Tampa.